# Kujbyšev (Oblast' di Novosibirsk)
Kujbyšev (in lingua russa Куйбышев) è una città della Russia dell'oblast' di Novosibirsk che sorge sul fiume Om', circa 315 km a ovest del capoluogo. La popolazione è pari a 47 500 abitanti, è la quarta più grande città della oblast' di Novosibirsk dopo Novosibirsk, Berdsk e Iskitim.
L'insediamento sorse nel 1722 come postazione militare con il nome di Kainsk. Ricevette l'attuale denominazione nel 1935 in onore del rivoluzionario e politico Valerian Kujbyšev.

## Società

### Evoluzione demografica
| anno | abitanti | anno | abitanti |
| ---- | -------- | ---- | -------- |
| 1800 | 700      | 1989 | 51 100   |
| 1842 | 2 700    | 1992 | 51 600   |
| 1897 | 5 800    | 1996 | 51 800   |
| 1939 | 8 000    | 1998 | 51 700   |
| 1959 | 30 400   | 2000 | 51 300   |
| 1967 | 40 000   | 2001 | 50 700   |
| 1970 | 40 100   | 2003 | 48 800   |
| 1979 | 46 500   | 2005 | 48 500   |
| 1986 | 50 000   | 2007 | 48 200   |